# Îles Banggai
Pour les articles homonymes, voir Banggai.

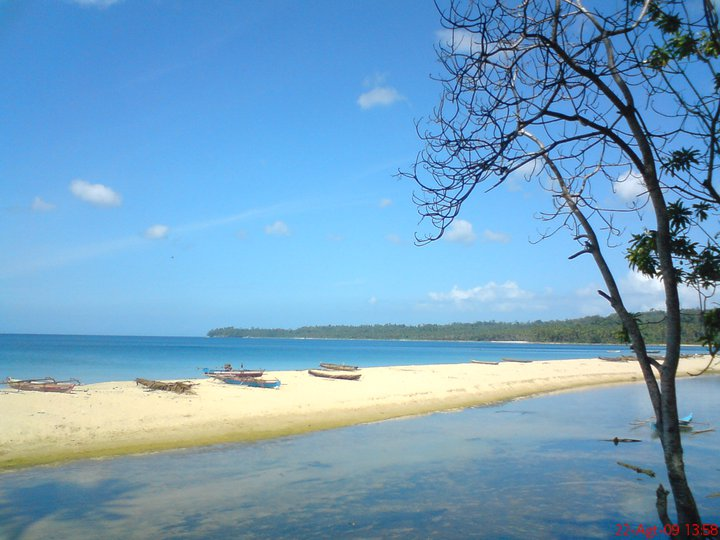
La plage du village de Palam dans les îles Banggai

Les îles Banggai, en indonésien Kepulauan Banggai est un archipel d'Indonésie qui forme un kabupaten sous le nom de kabupaten des îles Banggai, en indonésien Kabupaten Banggai Kepulauan. Les îles se trouvent entre Sulawesi à l'ouest et les Moluques à l'est, dans le golfe de Tolo, un golfe de la mer de Banda, et la mer des Moluques, dans l'océan Pacifique.
Les îles Banggai constituent un kabupaten de la province de Sulawesi central sous le nom de kabupaten des îles Banggai, en indonésien Kabupaten Banggai Kepulauan. Le kabupaten mesure 3 160 km2 de superficie de terres émergées pour 18 828 km2 de superficie de mer. Son chef-lieu est la ville de Banggai située sur l'île de Banggai.
Le kabupaten des îles Banggai ainsi que ceux de Buol et Morowali ont été détachés en 1999 de celui de Banggai.

## Géographie
Les îles Banggai sont séparées de Sulawesi par le détroit de Peleng à l'ouest et de Taliabu par le détroit de Salue Timpaus.
Sur les 123 îles de l'archipel, les cinq plus grandes sont :
- Peleng (2 340 km2) ;
- Banggai (268 km2) ;
- Bangkurung (145 km2) ;
- Salue Besar (84 km2) ;
- Labobo (80 km2).

## Transport
Les îles Banggai sont accessibles en bateau depuis Luwuk, le chef-lieu du kabupaten de Banggai, qui est elle-même reliée reliée par avion à Palu, la capitale de la province de Sulawesi central.